# Alterzbischof
Alterzbischof ist die Bezeichnung für einen zurückgetretenen Erzbischof (z. B. aus Alters- oder Gesundheitsgründen). Bis 1971 wurde diesen an der Stelle des bisherigen Erzbischoftitels der Titel eines Titularerzbischofs (evtl. pro hac vice) verliehen. 1971 wurden jedoch diejenigen Bischöfe, die bei ihrem Rücktritt auf ihr Bistum verzichtet hatten, gebeten, auf diese Titularerzbischofswürde zu verzichten. Sie erhielten dafür den Titel archiepiscopus emeritus (Alterzbischof) unter Beifügung ihres früheren Residentialsitzes.
Ausnahmen gab es nur in den Fällen, in denen ein Bischof aus Anlass seines Rücktritts den Erzbischofstitel ehrenhalber verliehen bekam. So wurde beispielsweise der ehemalige Bischof von Graz-Seckau, Josef Schoiswohl, aus Anlass seiner Resignation zum Titularerzbischof pro illa vice von Monteverde ernannt.